# Tomasz Brożyna
Tomasz Brożyna (* 19. September 1970 in Bieliny) ist ein ehemaliger polnischer Radrennfahrer.
Brożyna wurde als Amateur in der Internationalen Friedensfahrt 1992 Dritter. Er begann seine Profikarriere 1996 im Radsportteam US Postal. Gleich in seinem ersten Jahr gewann er das Redlands Bicycle Classics. 1998 wechselte er zu Mróz und wurde polnischer Meister im Straßenrennen. In der folgenden Saison entschied er die Polen-Rundfahrt für sich. Daraufhin wechselte er zu dem spanischen Radsportteam Banesto. Hier sicherte er sich das Gesamtklassement der Route du Sud. 2001 nahm er zum ersten und einzigen Mal an der Tour de France teil und beendete sie auf dem 21. Gesamtrang. In der folgenden Saison wurde er noch einmal Zweiter bei der Polen-Rundfahrt. Nach drei Jahren ging er wieder zurück nach Polen zu CCC-Polsat. Von 2004 bis 2006 fuhr er für Intel-Action. 2006 beendete er seine Karriere.

## Palmarès
1996
- Redlands Bicycle Classics
- Course Cycliste de Solidarnosc

1998
- Polnischer Meister Straße
- Course Cycliste de Solidarnosc

1999
- Polen-Rundfahrt
- eine Etappe Internationale Friedensfahrt

2000
- Route du Sud

2004
- GP de Beauce

## Teams
- 1996–1997 US Postal
- 1998–1999 Mróz
- 2000–2002 Banesto
- 2003 CCC-Polsat
- 2004 Action-ATI
- 2005–2006 Intel-Action